# Малу Рошу (Прахова)
Малу Рошу (рум. Malu Roșu) насеље је у Румунији у округу Прахова у општини Чептура. Oпштина се налази на надморској висини од 425 m.

## Становништво
Према подацима из 2002. године у насељу је живело 256 становника, од којих су сви румунске националности.